# Feldberger Seenlandschaft
Feldberger Seenlandschaft is een gemeente in de Duitse deelstaat Mecklenburg-Voor-Pommeren, en maakt deel uit van de Landkreis Mecklenburgische Seenplatte.
In 2023 had de gemeente 4.460 inwoners.

## Plaatsen in de gemeente
De gemeente bestaat uit in 1999 samengevoegde kleinere gemeentes, die op Feldberg na uit kleine plattelandsdorpen bestaan.
Op het grondgebied van de huidige gemeente bevond zich nog een dorp, Krüselin, dat sinds 1945 niet meer bewoond is.

### Officiële indeling van de gemeente
Ontleend aan artikel 12, lid 2 van de Hauptsatzung (hoofdgemeenteverordening), die via de website van de gemeente kan worden gedownload.
Er zijn vijf door een Ortsrat in het gemeentebestuur vertegenwoordigde districten (Bezirke) waartoe de onderstaande 27 Ortsteile behoren:
- Conow, bestaande uit de 4 Ortsteile Conow, Fürstenhagen, Tornowhof en Wittenhagen
- Dolgen, bestaande uit de 9 Ortsteile  Dolgen, Triepkendorf, Koldenhof, Hasselförde, Mechow, Labee, Gnewitz, Gräpkenteich en Waldsee
- Stadt Feldberg, bestaande uit de 5 Ortsteile Feldberg, Laeven, Neuhof, Carwitz, Schlicht
- Lichtenberg,  bestaande uit de 6 Ortsteile Lichtenberg, Wendorf, Krumbeck, Neugarten, Wrechen en Schönhof
- Lüttenhagen, bestaande uit de 3 Ortsteile Lüttenhagen, Cantnitz en Weitendorf.

## Geschiedenis
De oudste door archeologische vondsten te Feldberger Seenlandschaft aan het licht gebrachte sporen van menselijke activiteiten dateren uit de Bronstijd.
Germaanse stammen, die er woonden werden vermoedelijk in de 7e eeuw verdreven of geassimileerd door Slavische volkeren,  die zich hier vestigden. In de 7e eeuw werd er door het volk der Wilzen nabij het huidige Feldberg een ringwalburcht gebouwd. Resten daarvan bestaan nog in de vorm van een cirkelvormig  heuveltje.  De meeste plaats- en waternamen in de gemeente  Feldberger Seenlandschaft  zijn afgeleid van woorden uit West-Slavische talen. Vanaf de 13e eeuw vestigden zich hier weer mensen uit het huidige Duitsland, zie: Oostkolonisatie.
Feldberg wordt in 1255 voor het eerst in een document vermeld. Het behoorde toen tot een Heerlijkheid  Stargard. Vanaf 1501 ligt Feldberg in Mecklenburg.
Sedert de Reformatie in de 16e eeuw zijn bijna alle christenen in de gemeente evangelisch-luthers. Ook de kerkgebouwen in de gemeente zijn dat (tenzij anders vermeld).
In de Dertigjarige Oorlog (1618-1648) werden Feldberg en omgeving zwaar geteisterd.  Aan het begin van die oorlog had Feldberg nog ongeveer duizend inwoners; aan het einde daarvan nog slechts drie gezinnen. 
Van 1701 af deelde de huidige gemeente Feldberger Seenlandschaft de politieke lotgevallen van de opeenvolgende staten van  Mecklenburg-Strelitz.
Feldberg, vanaf de late middeleeuwen een vlek met marktrecht ,  verkreeg in 1919 stadsrechten.
Van 1910 tot 2000 bestond er in Feldberg een station. Het was het eindpunt van een spoorlijntje naar Thurow, een gehucht onder Carpin, niet ver van Neustrelitz.
In de Tweede Wereldoorlog bevond zich in  Feldberg een concentratiekamp. Het was een onder Ravensbrück ressorterend vrouwenkamp, waar wellicht honderden, mogelijkerwijs  zelfs duizenden, dwangarbeidsters een ellendige dood zijn gestorven.
Van 1949 tot 1990 lag het gebied in de DDR.

## Overige informatie
De gemeente is officieel een kuuroord, in engere zin geldt dit voor de hoofdplaats Feldberg. De dorpen Carwitz, Fürstenhagen, Koldenhof, Lichtenberg, Mechow, Schlicht, Triepkendorf, Waldsee en Wittenhagen hebben de status Staatlich anerkannter Erholungsort. 
Zoals de naam al zegt, ligt de gemeente fraai tussen de meren en bossen in het zuidoosten van de Mecklenburgische Seenplatte. Een gedeelte van dit gebied, dat grotendeels in de gemeente Feldberger Seenlandschaft ligt, draagt de naam Naturpark Feldberger Seenlandschaft. 
Door deze ligging is het toerisme er het belangrijkste middel van bestaan.
In het dorp Koldenhof staat een klein museum  voor moderne beeldende kunst, dat 's winters gesloten is. Het is gevestigd in een in 1905 gebouwd huis.
In Feldberg staat een ziekenhuis met speciale afdelingen voor o.a. afkicken na drugs- of andere verslavingen, en voor behandeling van de ziekte multiple sclerose.
Opvallend is, dat in de gemeente, in tegenstelling tot de omliggende plaatsen, jaarlijks een tamelijk uitbundig carnaval wordt gevierd. 

## Afbeeldingen

### Kerkgebouwen

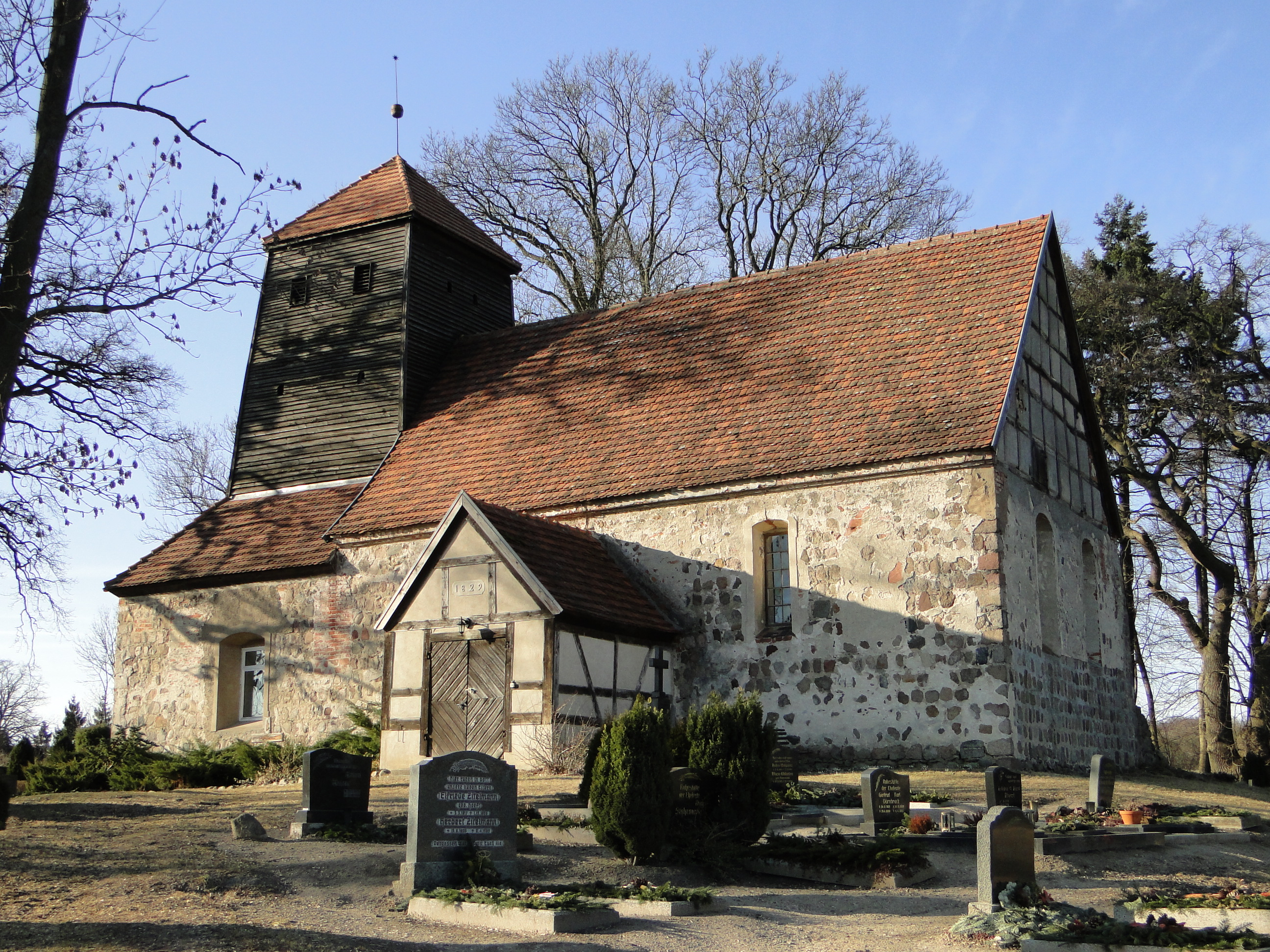
14e-eeuwse kerk te Lichtenberg
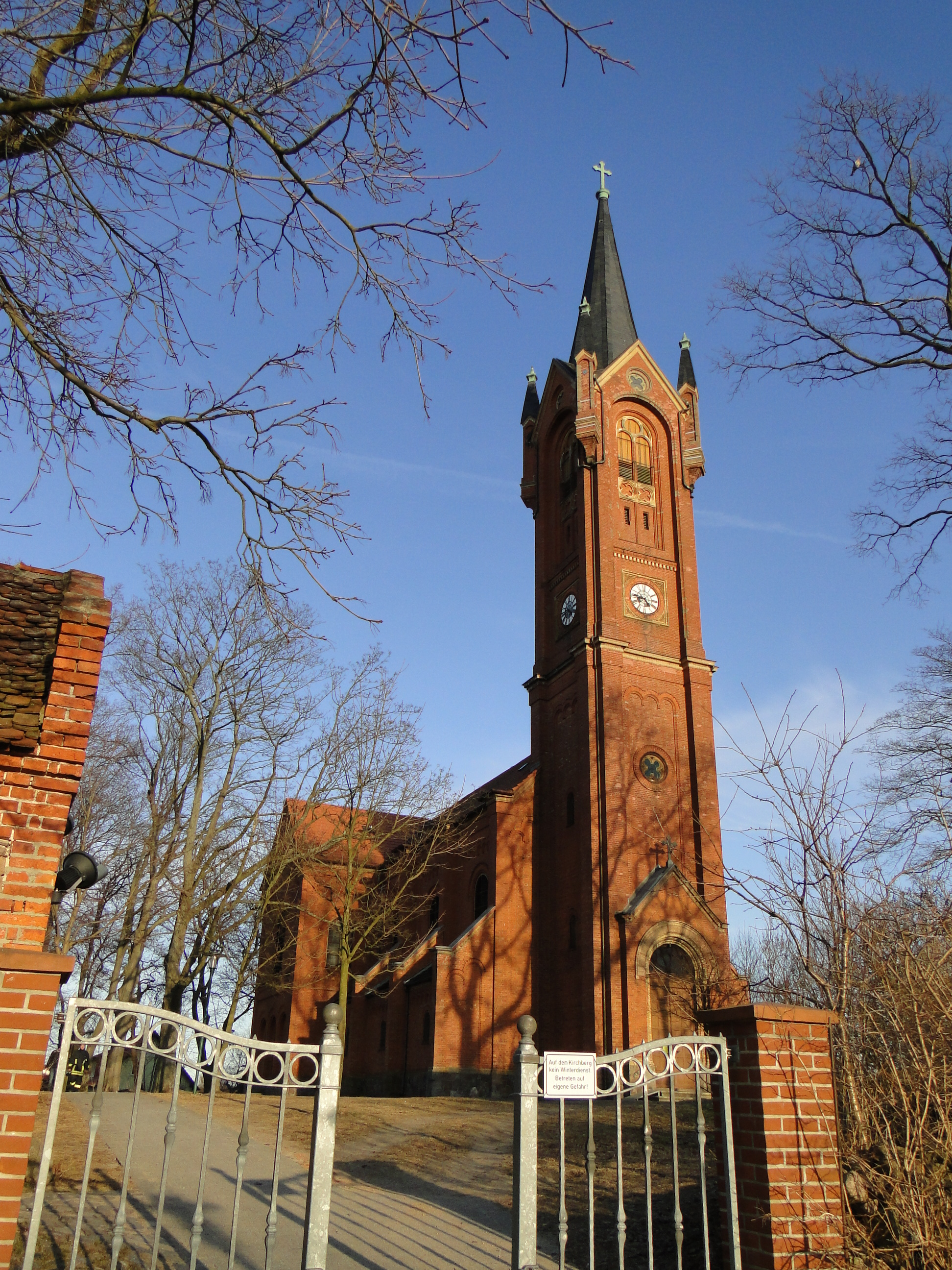
Kerk in Feldberg (1875)
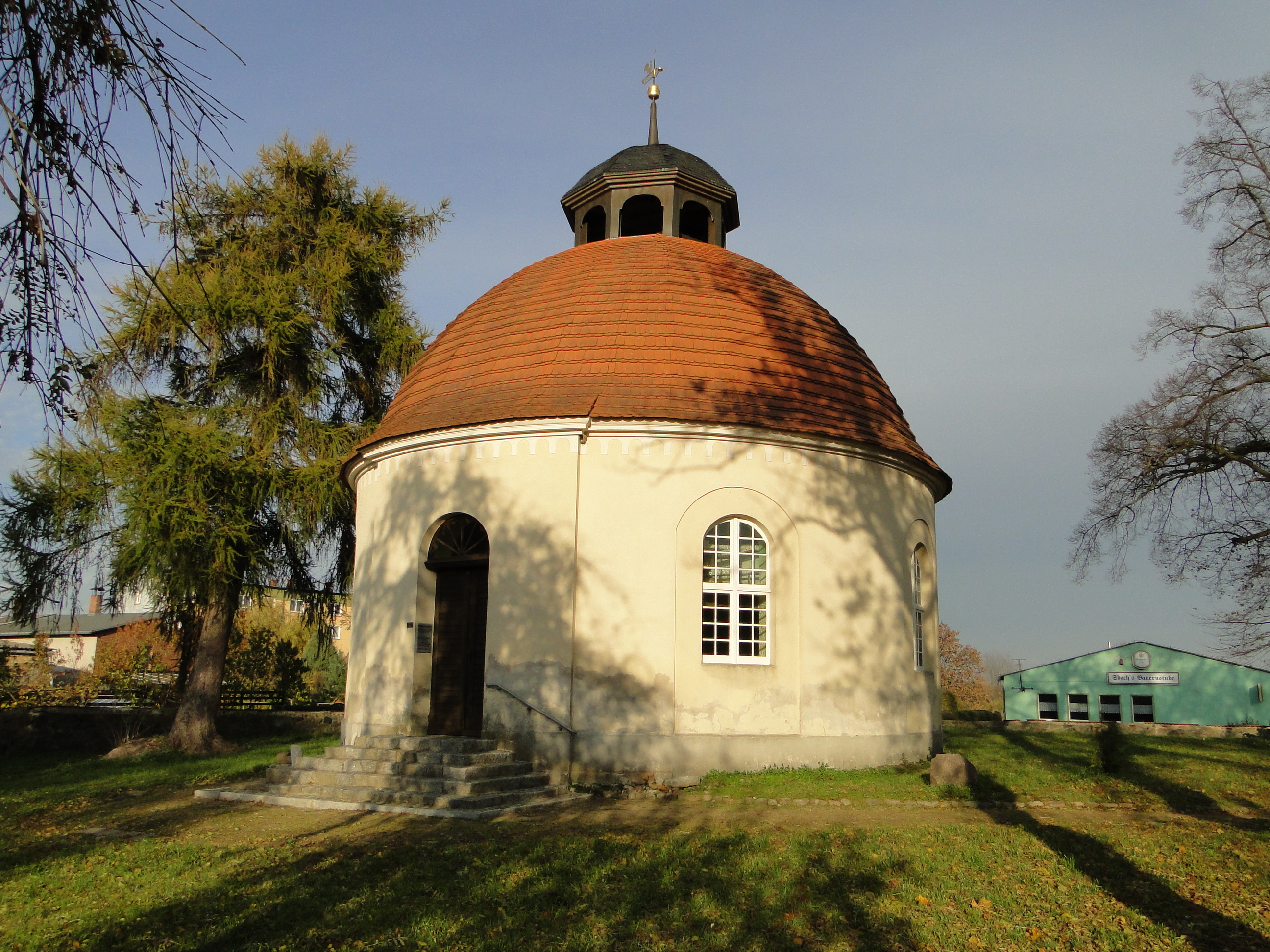
Kerk in Dolgen
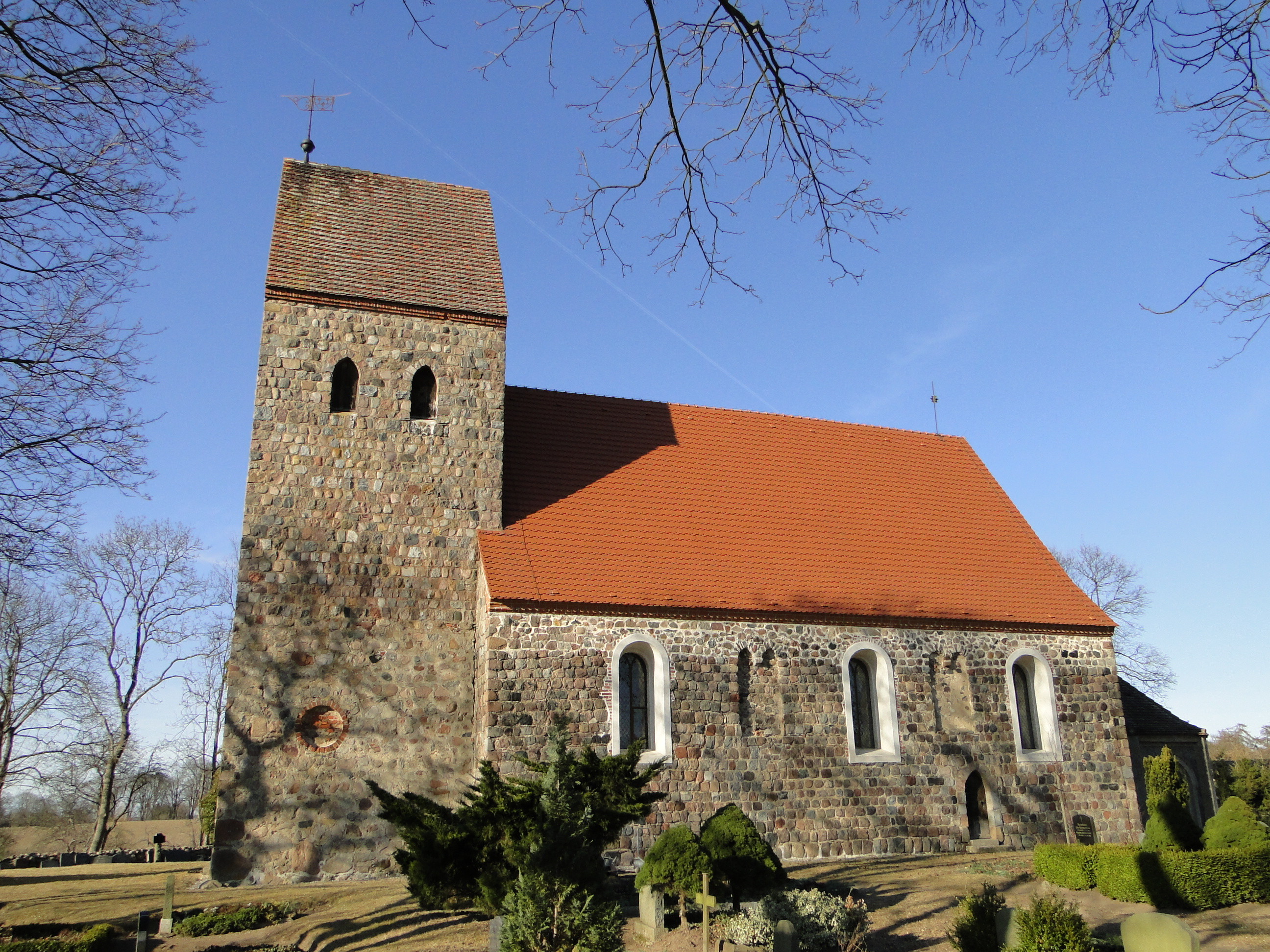
13e-eeuwse kerk in Krumbeck
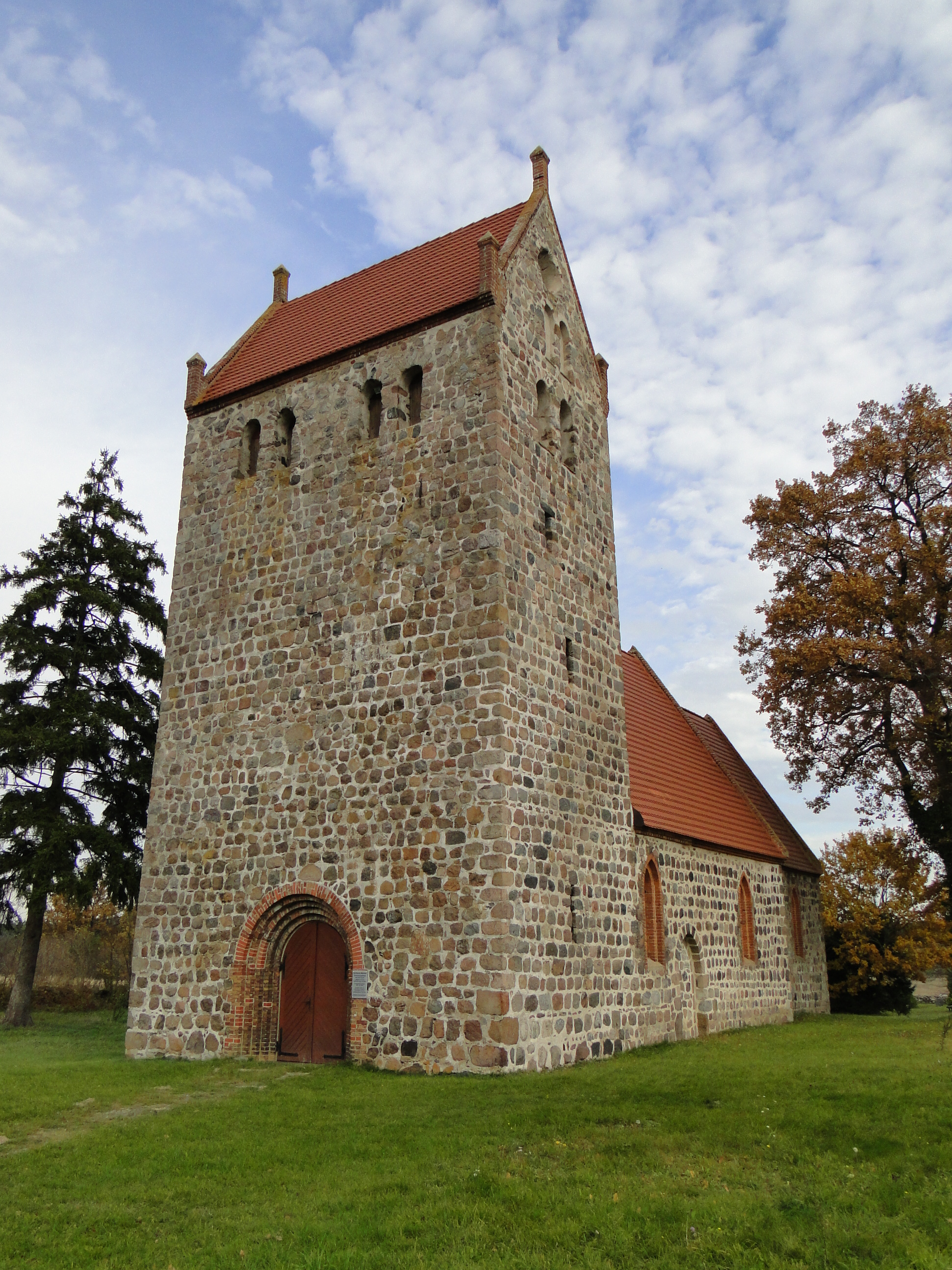
Kerk in Mechow, 2e helft 13e eeuw
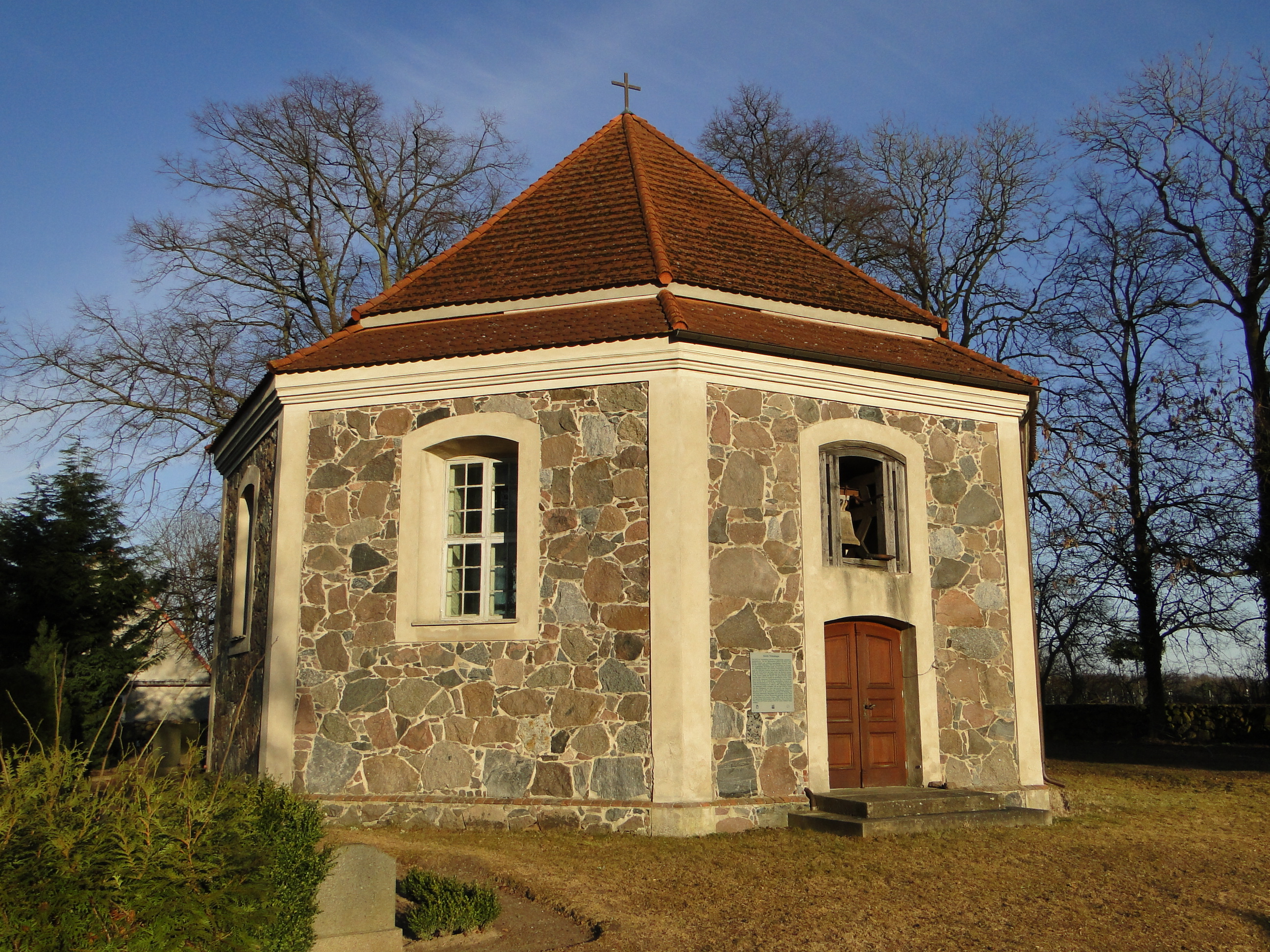
Kerk in Wittenhagen (1758)
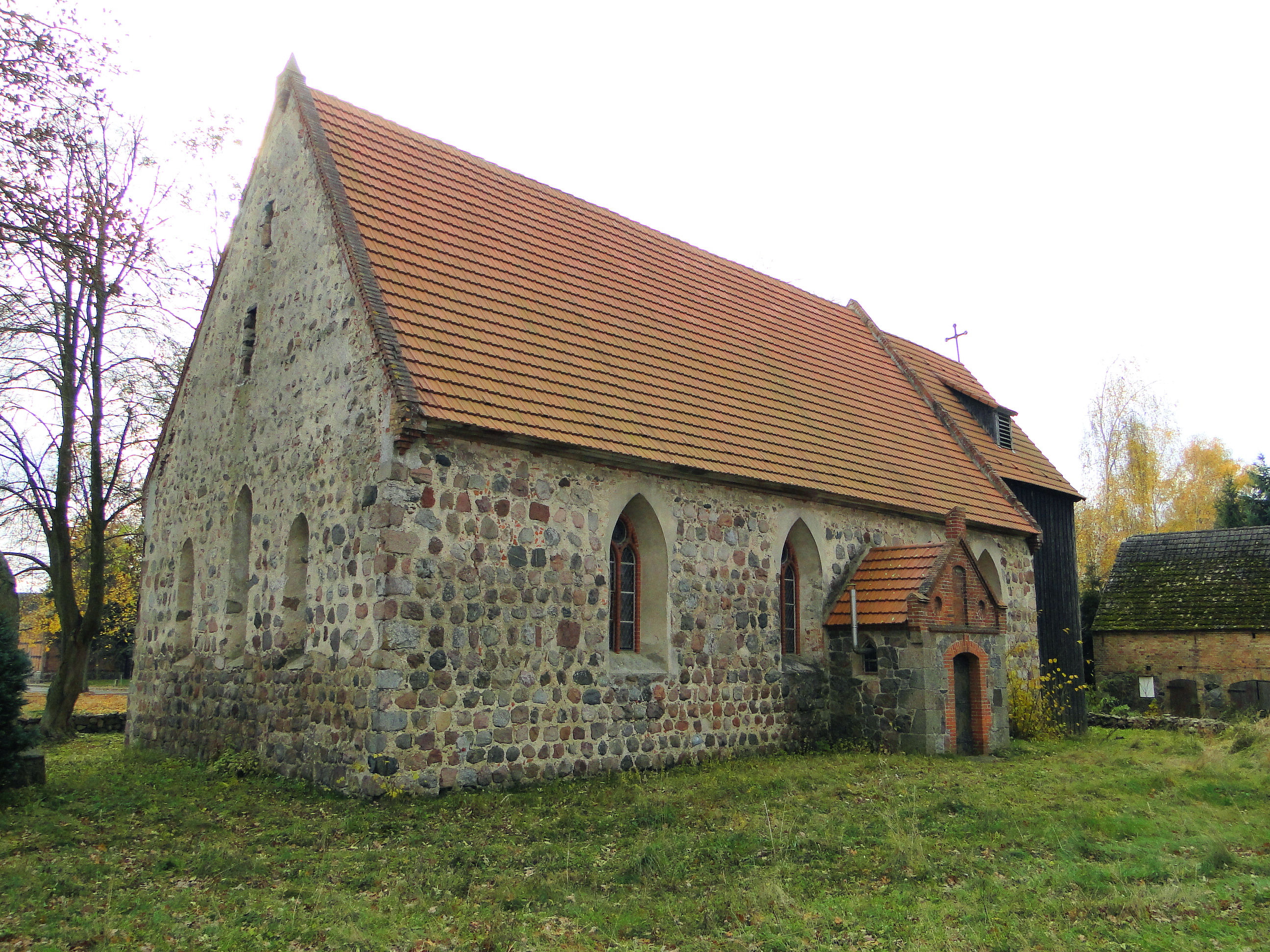
13e-eeuwse  kerk te  Triepkendorf

### Overig

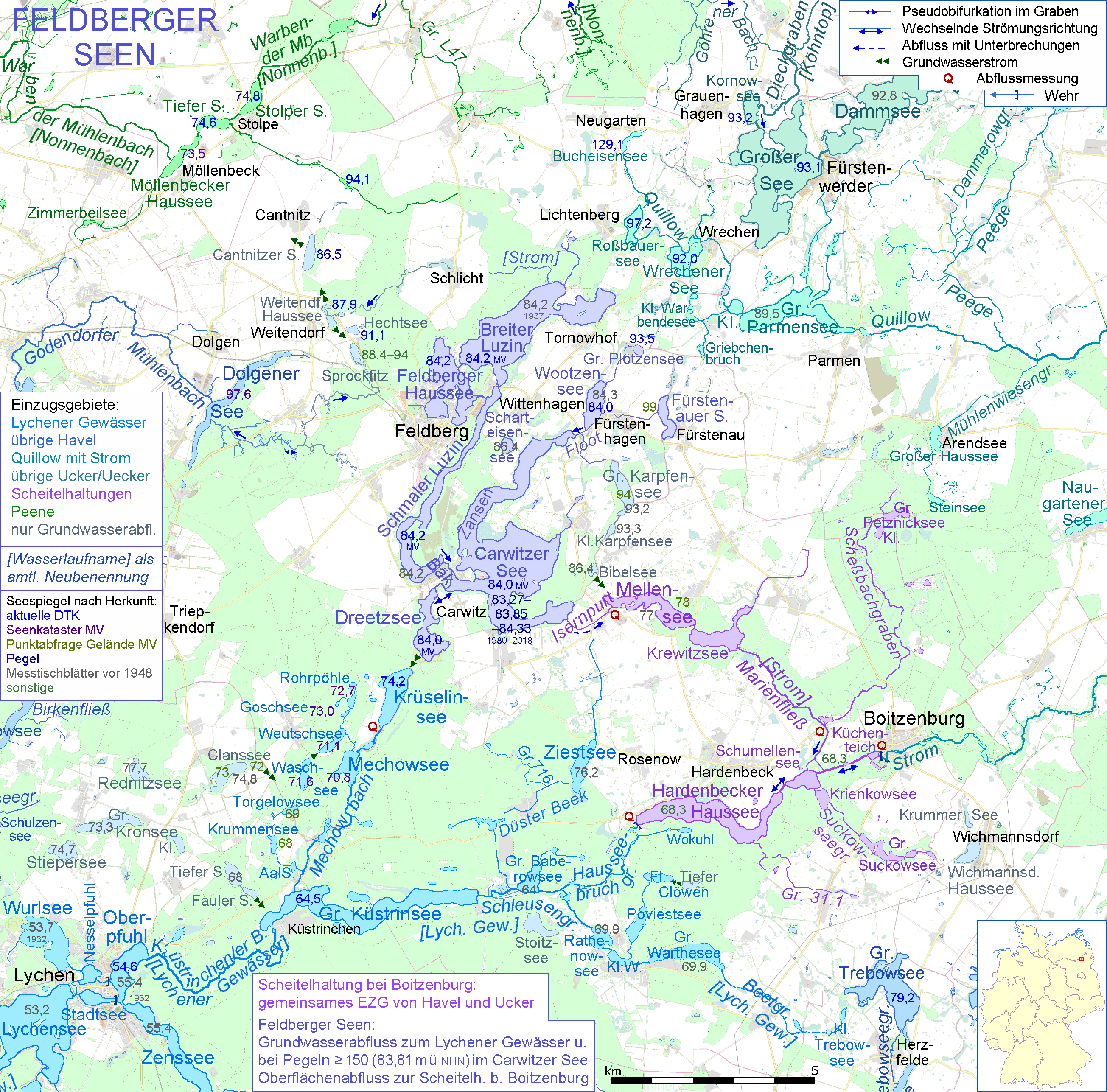
Kaart van de meren en andere wateren rond Feldberg
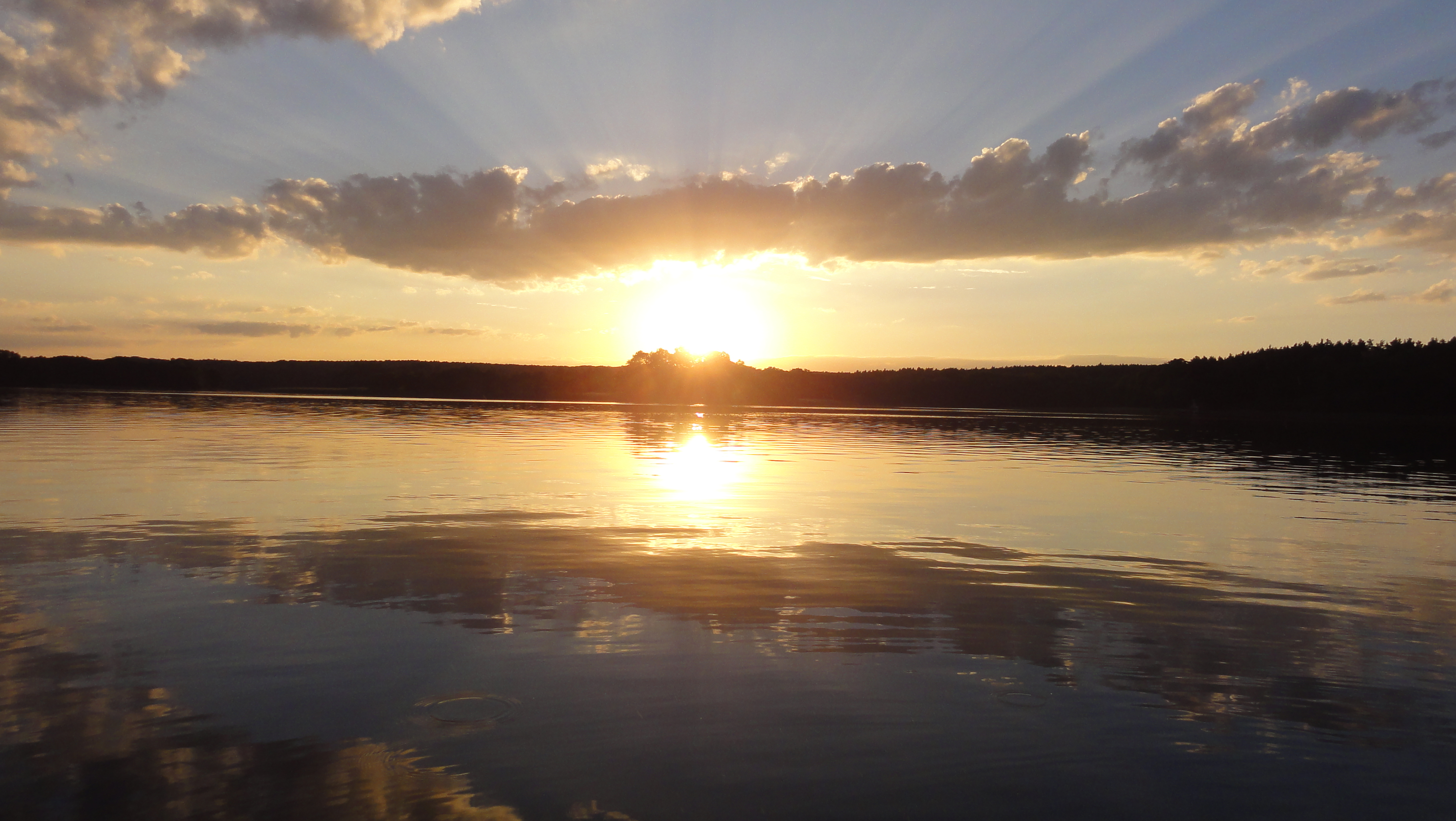
Het meer Breiter Luzin
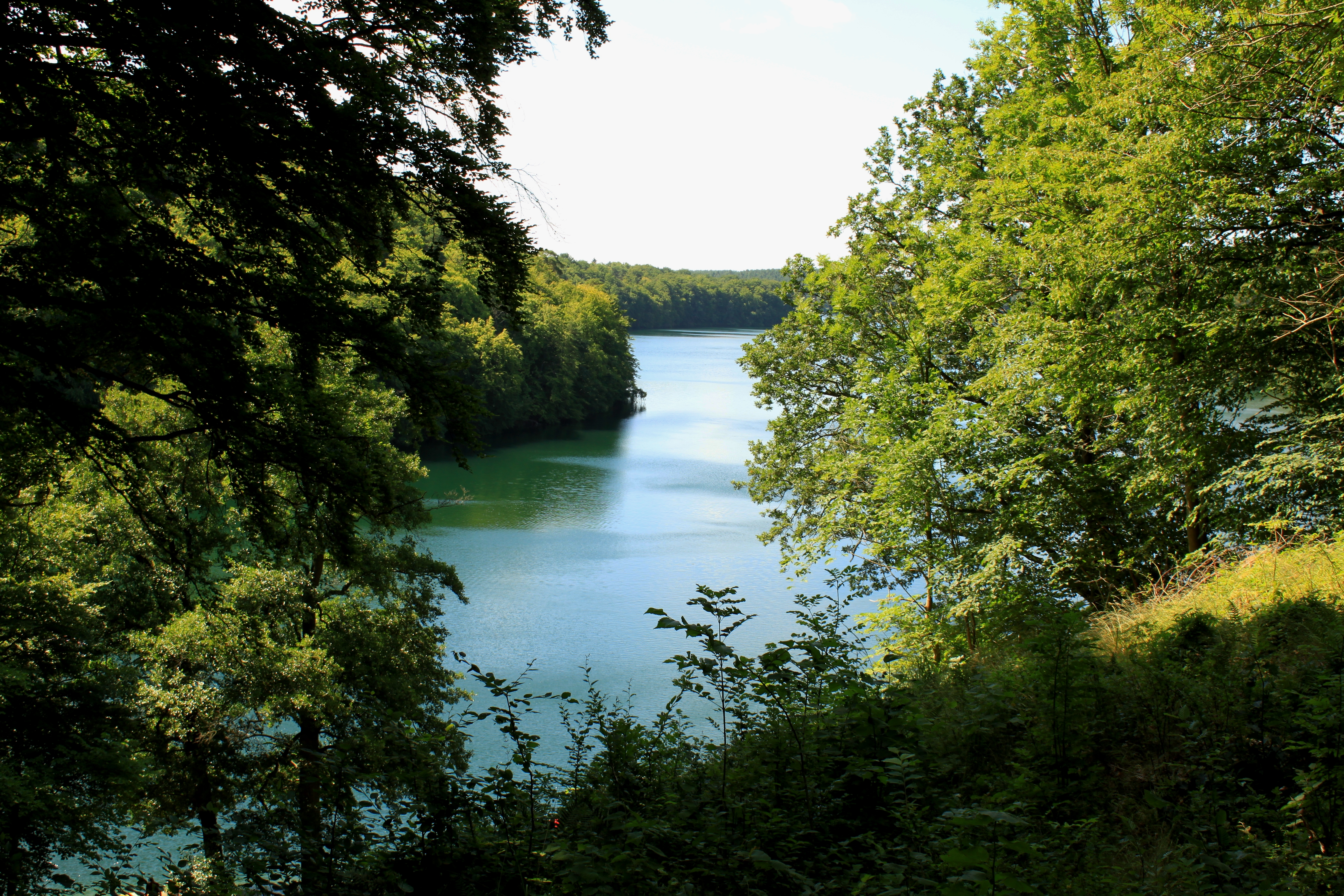
Het meer Schmaler Luzin
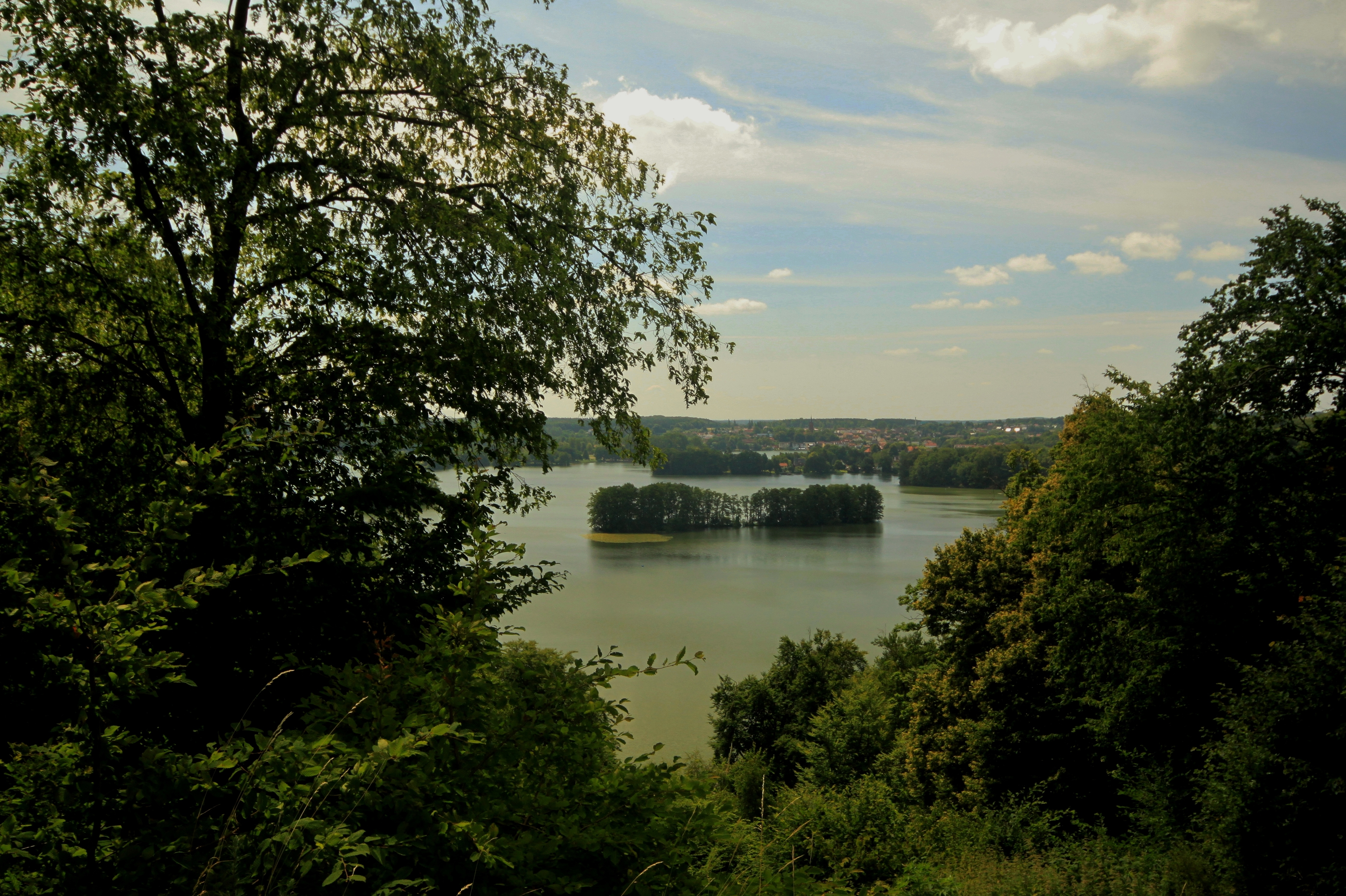
Het meer Feldberger Haussee
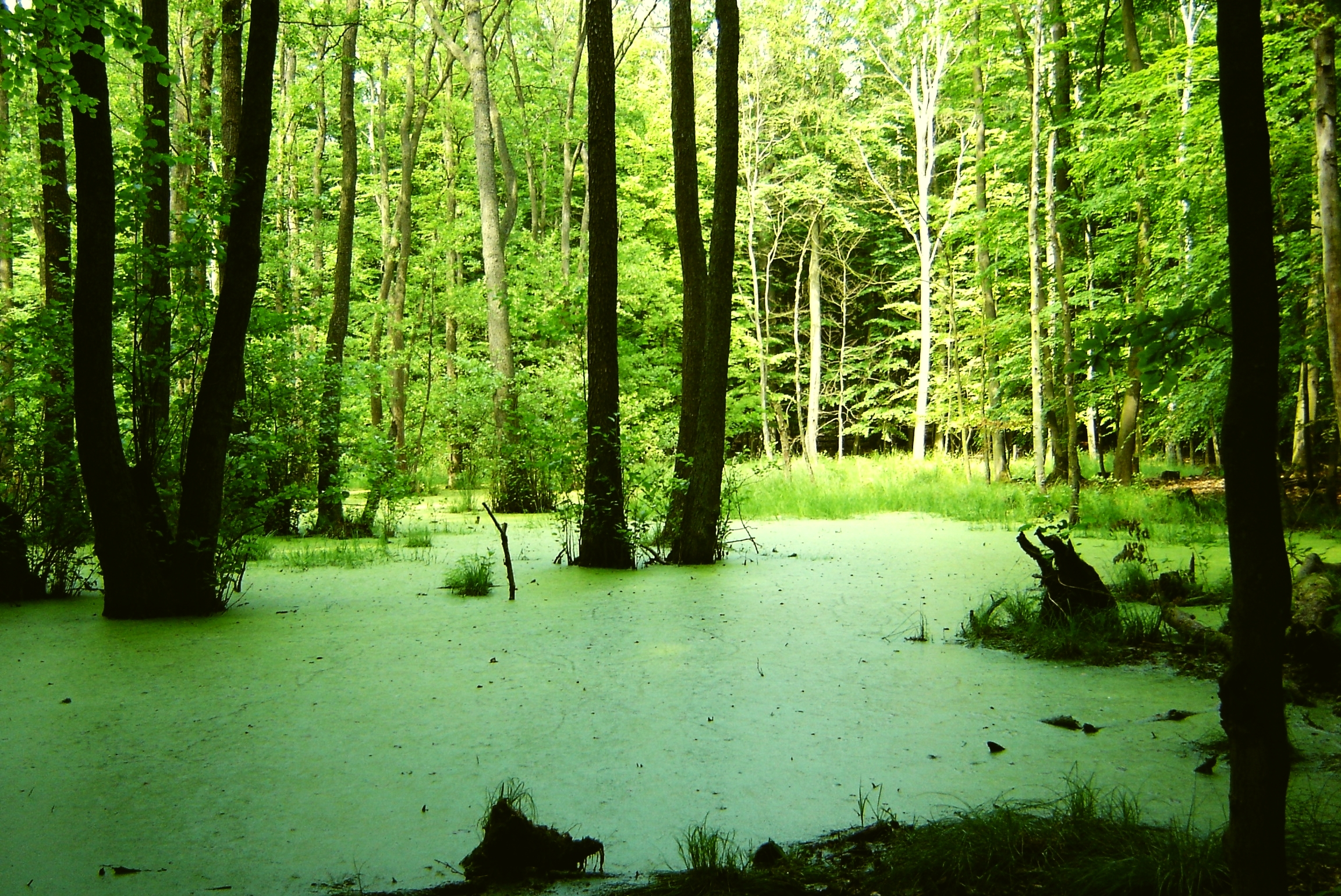
Elzenbroekbos bij Hinrichshagen
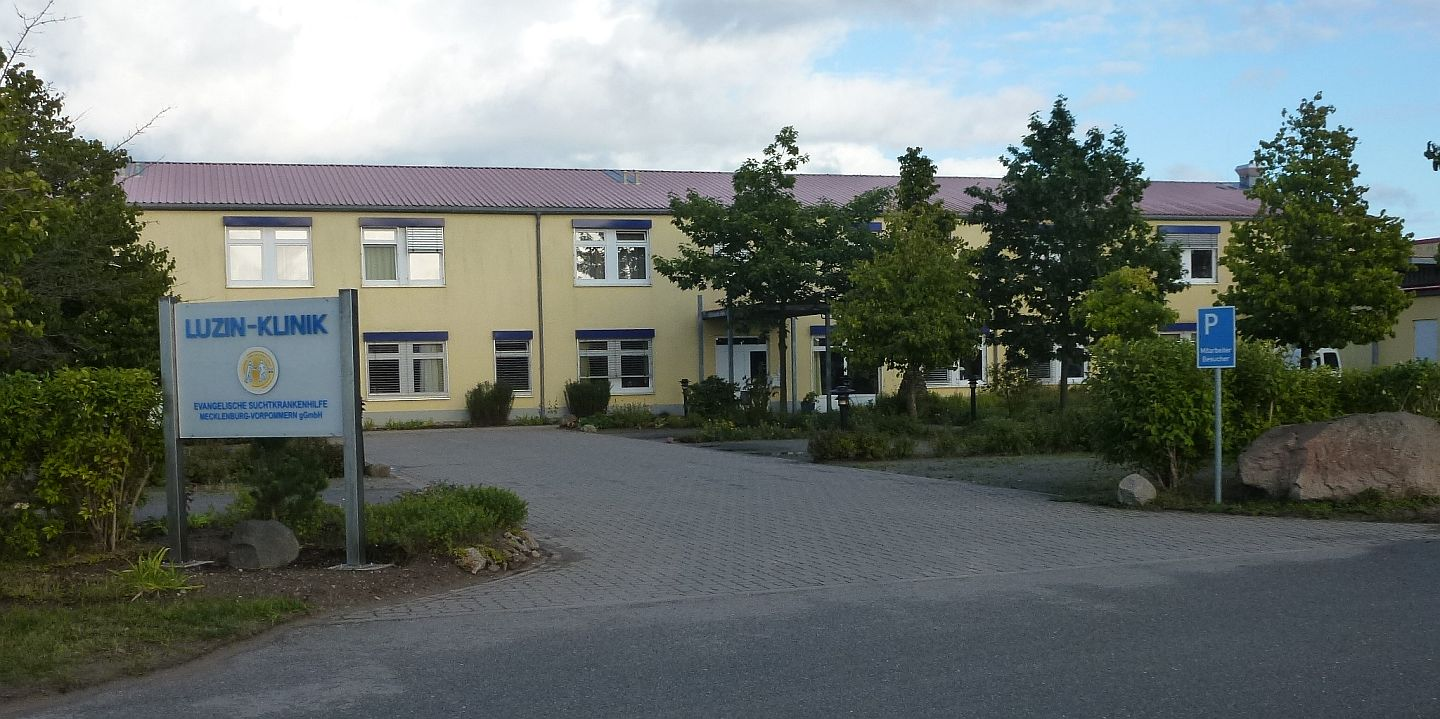
Ziekenhuis Luzin-Klinik
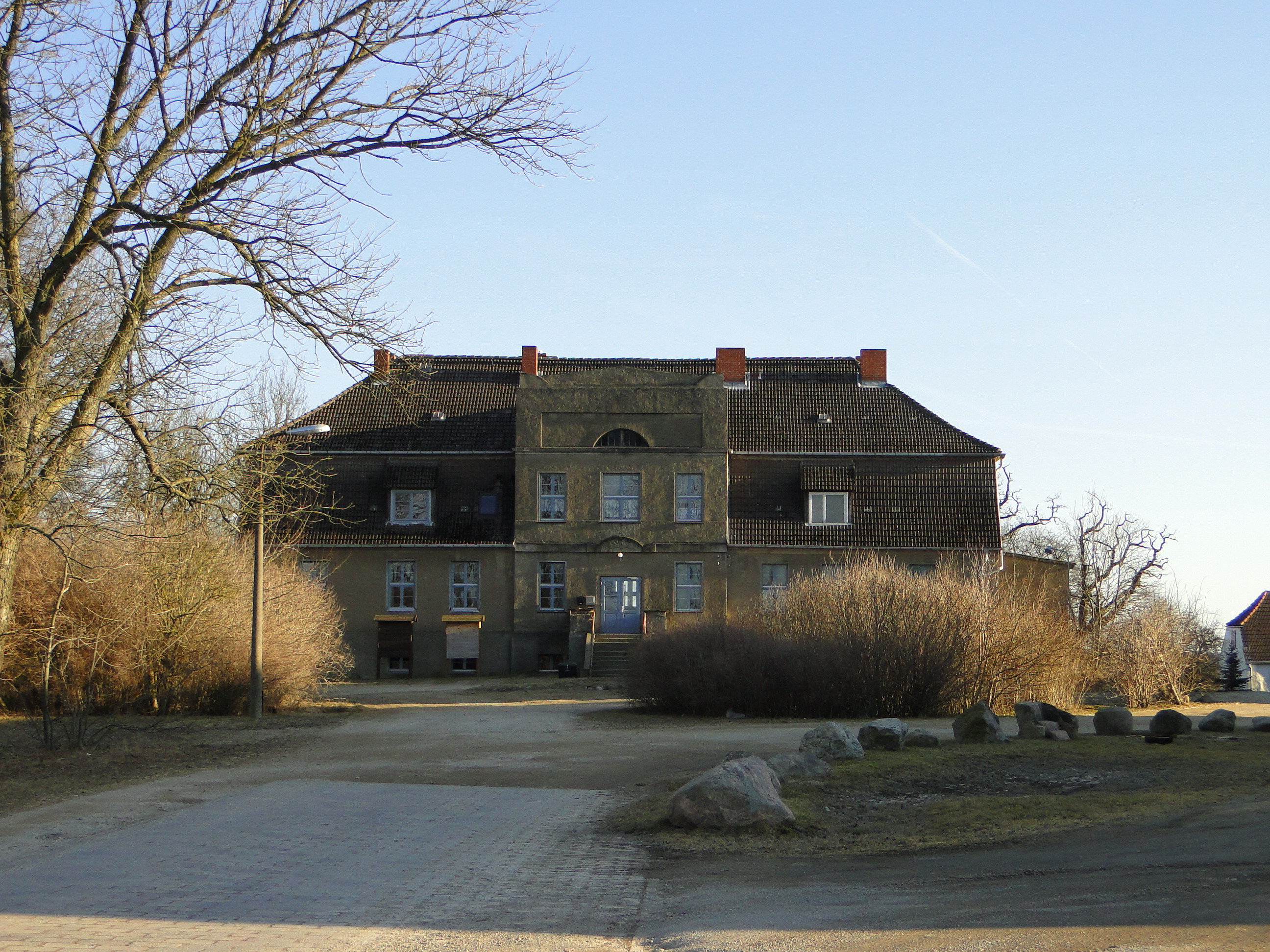
Landhuis in Wittenhagen

## Belangrijke personen in relatie tot de gemeente

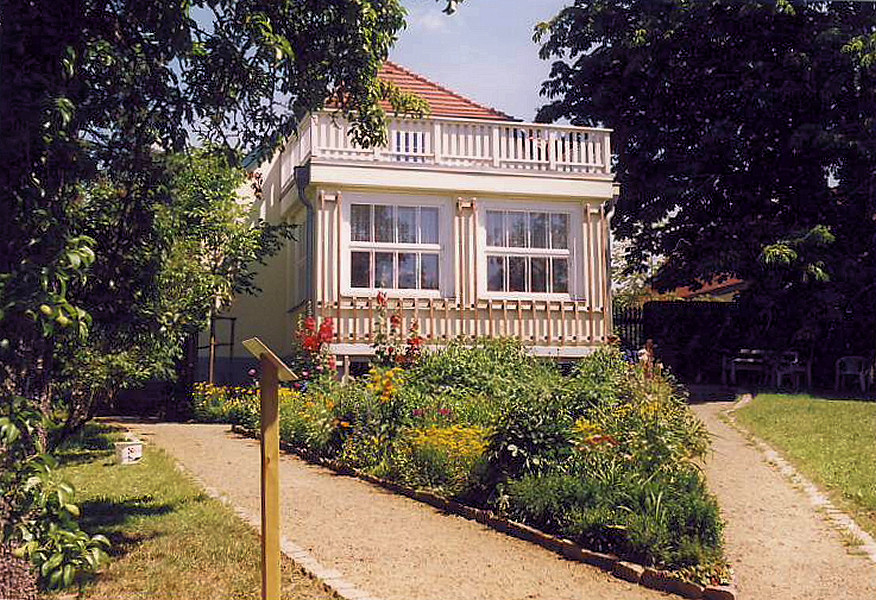
Het Hans-Fallada-Haus in Carwitz

De schrijver en dichter Hans Fallada woonde lange tijd te Carwitz, in de huidige gemeente. Aan hem is er een klein museum gewijd.
Alt Schwerin ·
Altenhagen ·
Altenhof ·
Altentreptow ·
Ankershagen ·
Bartow ·
Basedow ·
Beggerow ·
Beseritz ·
Blankenhof ·
Blankensee ·
Blumenholz ·
Bollewick ·
Borrentin ·
Bredenfelde ·
Breesen ·
Breest ·
Briggow ·
Brunn ·
Buchholz ·
Burg Stargard ·
Burow ·
Bütow ·
Carpin ·
Cölpin ·
Dargun ·
Datzetal ·
Demmin ·
Faulenrost ·
Feldberger Seenlandschaft ·
Fincken ·
Friedland ·
Fünfseen ·
Galenbeck ·
Genzkow ·
Gielow ·
Gnevkow ·
Godendorf ·
Golchen ·
Gotthun ·
Grabow-Below ·
Grabowhöfe ·
Grammentin ·
Grapzow ·
Grischow ·
Groß Kelle ·
Groß Miltzow ·
Groß Nemerow ·
Groß Plasten ·
Groß Teetzleben ·
Grünow ·
Göhren-Lebbin ·
Gültz ·
Gülzow ·
Hohen Wangelin ·
Hohenbollentin ·
Hohenmocker ·
Hohenzieritz ·
Holldorf ·
Ivenack ·
Jabel ·
Jürgenstorf ·
Kargow ·
Kentzlin ·
Kieve ·
Kittendorf ·
Klein Vielen ·
Kletzin ·
Klink ·
Klocksin ·
Knorrendorf ·
Kratzeburg ·
Kriesow ·
Kublank ·
Kuckssee ·
Kummerow ·
Leizen ·
Lindenberg ·
Lindetal ·
Ludorf ·
Lärz ·
Malchin ·
Malchow ·
Massow ·
Meesiger ·
Melz ·
Mirow ·
Moltzow ·
Möllenbeck ·
Möllenhagen ·
Mölln ·
Neddemin ·
Neetzka ·
Neubrandenburg ·
Neuenkirchen ·
Neukalen ·
Neustrelitz ·
Neverin ·
Nossendorf ·
Nossentiner Hütte ·
Peenehagen ·
Penkow ·
Penzlin ·
Petersdorf ·
Pragsdorf ·
Priborn ·
Priepert ·
Pripsleben ·
Rechlin ·
Ritzerow ·
Rosenow ·
Röbel/Müritz ·
Röckwitz ·
Sarow ·
Schloen-Dratow ·
Schwarz ·
Schönbeck ·
Schönfeld ·
Schönhausen ·
Siedenbollentin ·
Siedenbrünzow ·
Sietow ·
Silz ·
Sommersdorf ·
Sponholz ·
Staven ·
Stavenhagen ·
Stuer ·
Torgelow am See ·
Trollenhagen ·
Tützpatz ·
Userin ·
Utzedel ·
Varchentin ·
Verchen ·
Vipperow ·
Voigtsdorf ·
Vollrathsruhe ·
Walow ·
Waren (Müritz) ·
Warrenzin ·
Werder ·
Wesenberg ·
Wildberg ·
Woggersin ·
Wokuhl-Dabelow ·
Wolde ·
Woldegk ·
Wredenhagen ·
Wulkenzin ·
Wustrow ·
Zepkow ·
Zettemin ·
Zirzow ·
Zislow